# Blontu pagasts
Blontu pagasts er en territorial enhed i Ciblas novads i Letland. Pagasten etableredes i 1945, havde 502 indbyggere i 2010 og omfatter et areal på 96,60 kvadratkilometer. Hovedbyen i pagasten er Blonti.